# Lividity
Lividity (v překladu z angličtiny livor mortis – posmrtné skvrny) je americká brutal death/grindcoreová kapela z města Decatur v Illinois založená roku 1993 kytaristou a zpěvákem Davem Kiblerem původně jako sóloprojekt. Regulérní kapelou se stala v roce 1995, kdy Kibler přibral další hudebníky.
Její styl lze zařadit i do podžánru pornogrind.
Debutové studiové album The Age of Clitoral Decay vyšlo pod hlavičkou amerického vydavatelství United Guttural Records v roce 2000.

## Diskografie
Demo nahrávky
- Promo'94 (1994)
- Ritual of Mortal Impalement (1995)

Studiová alba
- The Age of Clitoral Decay (2000)
- ...'Til Only The Sick Remain (2002)[2]
- Used, Abused, and Left for Dead (2006)
- To Desecrate and Defile (2009)
- Perverseverance (2018)

EP
- Rejoice in Morbidity (1996)
- Fetish for the Sick (1997)

Kompilace
- Lividity Lets One Live in Weft (2001)
- The Cumplete Demography 1994–2005 (2010)
- Fetish for the Sick / Rejoice in Morbidity (2015)

Živé nahrávky
- Show Us Your Tits (1999)
- Live Fornication (2008)
- Live in Italy (2016)

Box sety
- Age of Clitoral Decay / ...'Til Only the Sick Remain / Used, Abused, and Left for Dead (2016) – 3 LP

Split nahrávky
- Morgue Fetus / Lividity (1995) – split demo-audiokazeta s americkou kapelou Morgue Fetus
- Drowned in Dusk / The Urge to Splurge (1999) – split 7" vinyl s německou kapelou Profanity
- Eat Shit & Die !!! / Feasting on Flesh (2006) – split 7" vinyl s americkou kapelou Terrorism
- "...'Til Only the Filth Remains" (2008) – živé split CD s americkou kapelou Waco Jesus. Waco Jesus se prezentuje koncertem Live in Detroit 15. listopadu 2007, Lividity koncertním záznamem pořízeným v Praze 11. března 2003.
- Alive & Split Open (2009) – split CD s irskou kapelou Warpath
- Headcock / Full Sperm's Cheeks (2010) – split CD s ukrajinskou kapelou Necrocannibalistic Vomitorium
- Two Repulsive Eyes (2010) – split CD s brazilskou kapelou Flesh Grinder
- Tales of the Phallus Ripping Clitoral Carnictis Infested Chasm (2020) – split CD s kapelou Mutilated Judge

Videa
- Live in Germany (2007) – koncertní split DVD společně s kapelou Waco Jesus z Fuck The Commerce festivalu v Německu z roku 2005